# ジャズドラム

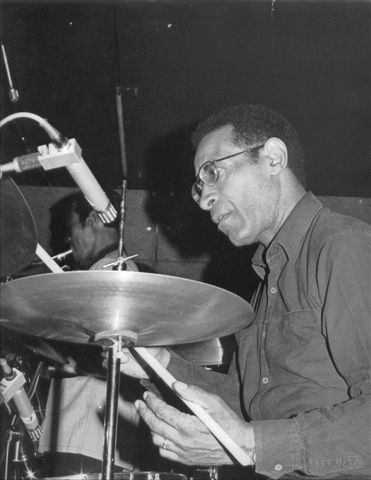
マックス・ローチ（1924年-2007年）、1940年代のビバップ時代におけるモダン・ジャズドラミングのパイオニアの一人

ジャズドラム（英: Jazz drumming）とは、1910年代のデキシーランド・ジャズから1970年代のジャズロック・フュージョンや1980年代のラテンジャズまでにわたるさまざまなジャズ・スタイルで、打楽器、主に各種のドラムとシンバルを含むドラムセットを演奏する技術である。
この種類の演奏を行う技法や楽器の用法は複数の時代を経て進化し、ジャズ一般や、その中での個々のドラマーたちから影響を受けてきた。この演奏様式は、発祥の地であるニューオーリンズばかりでなく、アメリカ合衆国の他の地域、西インド諸島、アフリカなどを含む世界の諸地域で形成されたものである。
伝統的なヨーロッパ式の打楽器奏法とは異なる、新しいジャンルのさまざまなリズムに容易に対応できる奏法をジャズは必要とし、このためにジャズドラムの複合的なテクニックが生み出された。例えばスウィング・ジャズやビバップのように、ジャズの進化の各時代はそれぞれ独自のリズム様式を持つ傾向があり、ジャズドラムは20世紀を通して音楽と共に進化を続けた。時間と共に浮かび上がってきた傾向として、ビートの段階的な「解放」があった。しかし、より古いスタイルもまた後の時期まで続いた。どれか1つのスタイルが他のものに完全に取って代わることもなく、またスタイルの間には数々の相互影響があったため、これらの時期の境界ははっきりとはしていない。

## 初期の歴史

### 予備的な文化の混淆
ジャズにおけるリズムや打楽器の用法は、ジャズの形式自身と同様に、さまざまな場所での幅広い文化的混淆によって生まれたものであった。これが起きた最初の機会はムーア人によるヨーロッパ侵攻であり、フランス、スペイン、そして幾許かはアフリカの文化が遭遇し、恐らくは文化的な情報の交換があった。ジャズを生み出したアフリカ音楽と雑多な混淆のリズムの影響は深いものであったが、この影響は後になるまで現れてこない。

### アフリカの影響
アフリカ音楽とジャズはさまざまな中核的特質を共有するが、その中でも最も顕著なのが即興演奏の重要性である。ジャズ（の、特にドラム）に現れるアフリカ音楽由来の器楽の特質としてはピッチのない楽器を用いて音楽的なピッチもしくは高低的な音色を作り出すこと、全ての楽器を用いて人間の声を真似ようとすること、リズム構造を他のリズム構造と重ね合わせること（例えば3拍と2拍）、時間の規則的な区分（音楽用語でいう小節）を2拍と3拍のグループに分割すること、楽曲全体を通じてしばしばクラーベと呼ばれる反復的なリズムパターンを用いることなどがある。そのパターンと、それに伴う美学がジャズの世界ではしばしば顕著に現れるので、この最後のものは特に重要である。

#### クラーベ
アフリカの奴隷たちがカリブ海諸島、特にキューバへと連れて来られたという経緯のため、クラーベ（スペイン語：[ˈklaβe]）はカリブ音楽に不可欠なものでもある。これらの文化のミュージシャンたちにとってクラーベは、リズムを合わせ、また曲の中でどの拍にアクセントを置くかを決定するための道具として機能する。アフリカでは、クラーベは小節を3つの拍に分割したものに基づいて構成され、そのうち一部の拍のみが強調される。（さまざまなバリエーションがある）アフリカのものから派生したキューバのクラーベは2つの小節からできており、うち1つは3拍、もう1つは2拍からなっている。2つの小節は3拍と2拍のどちらを先に演奏しても良く、それぞれ「2-3」「3-2」と呼ばれる。
この小さな柔軟性を別にすれば、クラーベの使用には数多くの非常に厳密な規則がある。ある曲が「クラーベである」（in clave）ためには、強調のある音符は全てクラーベの拍に乗っているか、さもなければ、クラーベの拍にある音符と均等にされなくてはならない。曲のビートは、どちらの小節が先となっているかによってオフビートとオンビートが入れ替わらなければならない。もしクラーベが本来オフであるが自然に解消される場合は、その曲は依然としてクラーベであると見做される（バックビートも参照）。
ジャズバンドにおいては、非常に早い段階から、「コンピングパターン」として知られるフレーズにクラーベの要素が含まれていた。「コンピング」"comping"という言葉は"accompany"（伴奏する）と"complement"（補う）から来ており、実際の音楽としては、他のミュージシャン、特にソロイストをサポートし、また曲の応答や補強をするものである。「チャールストン」（"The Charleston" 同名のダンス音楽の一部として始まった）として知られるフレーズはクラーベのジャズにおける（特にコンピングとしての）応用の一般的な例である。これは、キューバ由来のクラーベの1つであるソン・クラーベのツービートの小節とほぼ同一のパターンである。クラーベをジャズへと統合するもう1つの方法は、曲をリズム的に書き換えてクラーベに対応させることである。

### キューバの影響
このパターンの最も一般的に使われるバージョンを生み出したのはキューバの文化である。キューバの音楽と文化を作り出した環境は、ジャズを作り出したそれと非常に良く似ていた。フランス、アフリカ、スペイン、そしてキューバ先住民の文化が全てキューバにおいて結合され、クラーベのみならず数多くのポピュラーな音楽形式が作り出された。クラーベはその中で比較的早期に生み出されたものであった。キューバの音楽はまたラテンジャズとして知られるジャズの1変種の発達にも影響した。

#### ラテンジャズ
初期のジャズピアニスト・作曲家であったジェリー・ロール・モートンは、自分の曲や他のミュージシャンの曲における、主にタンゴとハバネラからの影響に基づく「スペイン風味」（Spanish Tinge）に言及した。しかし同時に、キューバ出身のミュージシャンたちもまた、ラグタイムや初期のジャズといったアメリカのスタイルを耳にしていた。1940-50年代は合衆国全土でのマンボダンス（と、同名の伴奏音楽）の大流行を受けてこの新しいサブジャンルの発達が頂点に達した時期であった。バンドリーダーのディジー・ガレスピーもまたアフロ・キューバンのリズムをビッグバンドに導入することで重要な寄与をした。
他のジャズジャンルの大部分で一般的な「スウィング」した音符とは対照的に、ラテンジャズは概して均等な音符の組み合わせを使用することが特徴である。またクラーベの影響を強く受けており、作曲者はアフロ・キューバン音楽の打楽器の働きについても理解する必要がある――各打楽器は論理的に互いと組み合わされねばならないのである。アフロ・キューバン・ジャズという特定のジャンルは、カリブ海諸島全体や他の地域からというよりも、特にキューバの伝統的なリズムから影響を受けたものである。

## アメリカの影響

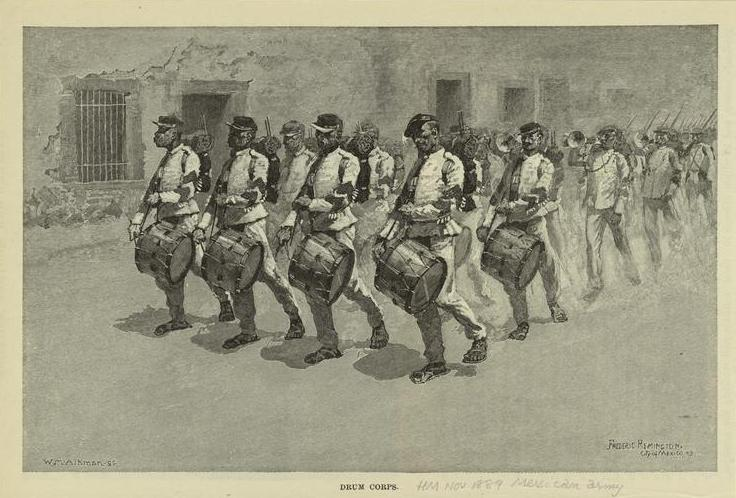
1889年メキシコのドラムコー。フレデリック・レミントン画

1800年代およびそれ以前のアメリカの軍楽隊、特に鼓笛隊（ファイフとドラムコー）は初期のジャズドラマーたちの技法と楽器の編成法の大きな源となった。ベイビー・ドッズやズティ・シングルトンといった影響力のあるプレイヤーたちは軍楽隊の伝統的なグリップと軍楽隊の楽器を用い、短いパターン軍から構成されるドラミングの標準である「ルーディメンツ」による軍楽隊鼓手の様式で演奏した。この音楽のリズム構成もまた初期およびそれ以降のジャズで重要となった。西洋の拍子記号とは直接対応しない流動的なスタイルであるアフリカの演奏美学とは大きく異なり、軍楽隊により演奏される音楽は、2拍子と3拍子の両方を持っていたとはいえ、厳密にテンポと拍子に収まるものであった。このグループに属するドラマーたちの機材は、初期のドラムセットの発達に特に重要なものであった。シンバル、バスドラム、スネアドラムが全て用いられていたのである。同時にバスドラムを演奏しながら、組にしたシンバルを押し潰させあうことで音を弱める方法は、今日のドラムセットの重要な部分であるハイハットの由来となったものと思われる。軍楽の技法や楽器の編成法は間違いなく初期のジャズとそのドラミングの要因となったが、ジャズのメロディと拍子の要素はこの時期のダンスバンドから辿る方が容易である。

### ダンスバンド

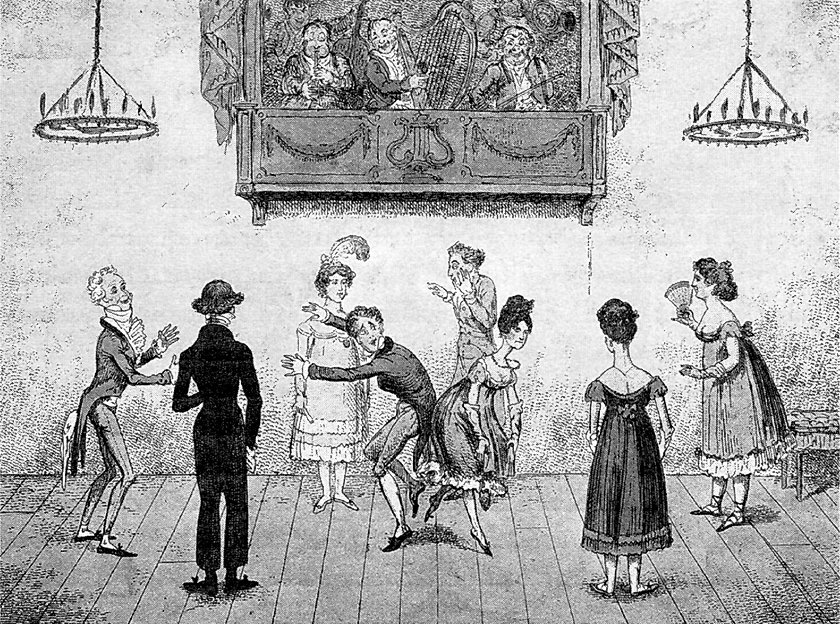
カドリーユの風刺画(1817)。ジョージ・クルックシャンク画

黒人ドラマーたちは鼓笛隊からその技術能力を獲得することができたが、1800年代のダンスバンドの技法の応用は音楽的実験のためのさらに豊饒な下地となった。奴隷たちは主人たちの舞踏会で演奏させられるヨーロッパのダンス音楽を習得し、その中でも最も重要なのはカドリーユと呼ばれるフランスのダンス音楽であり、これはジャズと延いてはジャズドラムに際立った影響を与えた。ミュージシャンたちはまたヨーロッパのレパートリーに加え、アフリカやカリブ海諸島を起源とするダンス音楽を演奏することもできた。そのようなダンスの1つが「コンゴ」であった。この（特に白人の聴衆にとって）新しい音楽の演者たちは彼ら自身の娯楽と用途のための音楽もまた作り出したのである。

### 奴隷の伝統

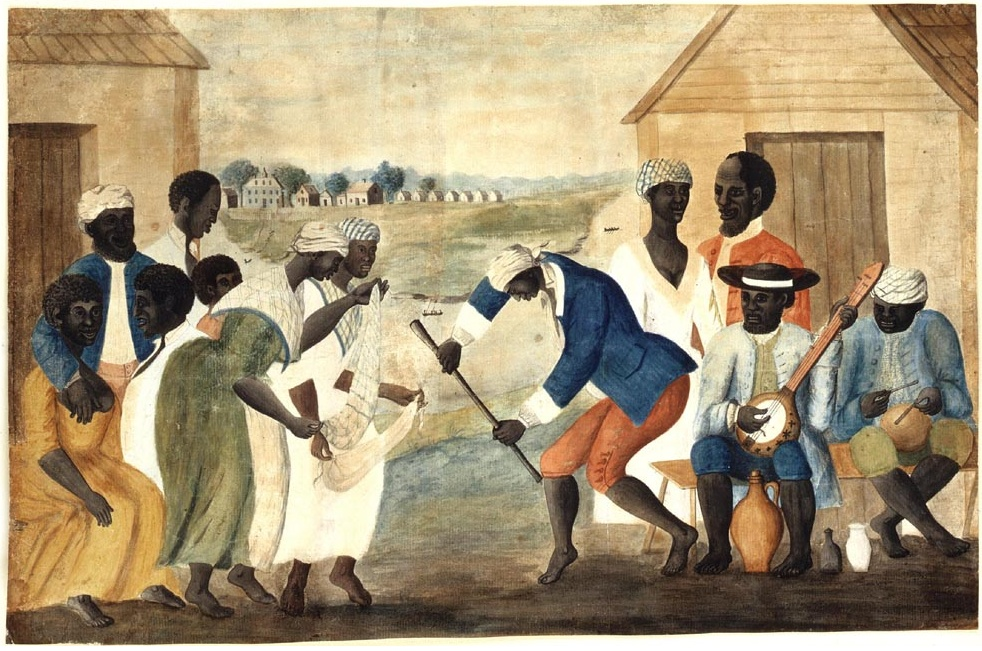
『オールド・プランテーション』(18世紀末)。奴隷の伝統のいくつかを描いている

アメリカにおける奴隷たちは数々の音楽伝統を持っており、これらは合衆国の音楽、とりわけジャズにとって重要なものとなった。アフリカ音楽の中核的な特徴である、コールアンドレスポンスの概念に基づく歌の即興である労働歌はこうした伝統の1つであった。他にもさまざまな楽器の即興技法が用いられた――労働を終えると、これらの人々は盥やその他の音楽用途では使われていなかったもので作った楽器もどきを演奏し、また自分の体を使ってリズムを演奏する「パッティン・ジューバ」も用いた音楽のひとときを持ったものであった。私的な場所以外で奴隷たちが自身の音楽を演奏することが許されていた唯一の場所は、コンゴ・スクウェアと呼ばれるニューオーリンズにある広場であった。

### コンゴ・スクウェアとニューオーリンズ

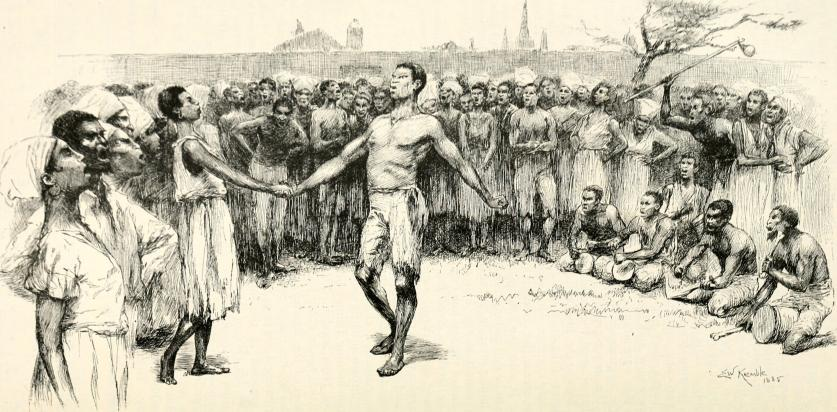
18世紀後半のコンゴ・スクウェア。後世の想像図

こうした演奏を許可するという決定は当時の都市行政としては非常に珍しいもので、他の全ての地域では奴隷の音楽演奏に関する極めて制限的な法律を制定しており、ニューオーリンズでさえもアフリカ文化の他の全ての側面を原則的に禁止する法律を有していた。ともあれ、アフリカ出身者たちは自身の伝統的音楽を演奏することができ、これは当時のニューオーリンズに存在した数多くの他の文化のサウンドと混淆を始めた――ハイチ、ヨーロッパ、キューバ、アメリカ、その他の無数の小さな単位のそれらである。しかしながら、コンゴ・スクウェアで演奏していたのは、革新と混淆文化への新しい姿勢に通常結び付けられる若い世代のミュージシャンではなく、年老いたミュージシャンたちであった。彼らは太鼓をアフリカで作られたものとほとんど区別がつかぬやり方で演奏したが、そのリズムは奴隷たちの祖国の歌のものとは若干違ったものとなっており、これは数世代にわたりアメリカに住んでいたためであったものであろう。コンゴ・スクウェアで演奏したミュージシャンたちにはカリブ海諸島出身者もまた多かった。ニューオーリンズにおいてコンゴ・スクウェアでの演奏が持った大規模な露出と、その音楽と伝統的な西アフリカの歌との間に見出される違いから、この地はニューオーリンズにおけるジャズ発祥の地と見做されている。

### ブルース
ジャズに重大な影響を与えたもう1つのものはブルースであり、これは労働を祝うものである労働歌とは正反対に、奴隷たちが日々経験する苦難を表現するものであった。この音楽的な着想もまたアフリカに由来するものであった。ブルースのリズム形式は、後にジャズに現れてくる数多くの発展の基礎となった。ブルースで用いられるのはメロディ楽器と歌い手だけにほぼ限られていたが、その情感とリズムは途轍もなく重要なものであった。アメリカ音楽の他の無数の形式で見られる交代するビートの生む鼓動と、2分割の代わりに3分割に基づくシャッフル（本質的にはパッティン・ジューバのリズムである）が2つの主要なリズム感である。

### セカンド・ライン
初期のジャズ、とりわけドラミングとリズムの発達に影響を及ぼした最後のもののうちの1つはセカンド・ラインのドラミングであった。「セカンド・ライン」という言葉は、ジャズ葬の行進やマルディグラの祝賀で演奏するマーチングバンドの後にしばしば集まる文字通りの2列目のミュージシャンたちを指す。セカンド・ラインには通常2種の主要な鼓手がいた――バスドラムとスネアドラムの奏者である。そこで演奏されるリムズは必然的に即興的なものであったが、さまざまな機会に演奏されるものの間には類似性があり、ある種の一貫性を持つに至ったので、初期のジャズドラマーたちはこのスタイルに由来するパターンを他のさまざまなスタイルからの要素と同様に自分の演奏に取り入れることができた。

### ラグタイム
ジャズが有名になる前は、ドラマーたちはしばしばラグタイムと呼ばれるスタイルで演奏しており、ここでジャズの不可欠なリズム特性である「シンコペーション』が実際に用いられ始めた。シンコペーションは「オフビート」であることと同義であり、これはとりわけ、音符の不均等な組み合わせ（例えば3+3+2）で書かれたアフリカのリズムを西洋の均等に分割された拍子の概念に当て嵌めた結果である。ラグタイムもまた黒人ミュージシャンが西洋の楽器を演奏することから生まれたスタイルの1つであり、この場合はピアノをアフリカのリズムで演奏したわけである。

## モダンジャズのドラミング

### 初期の技法と楽器編成

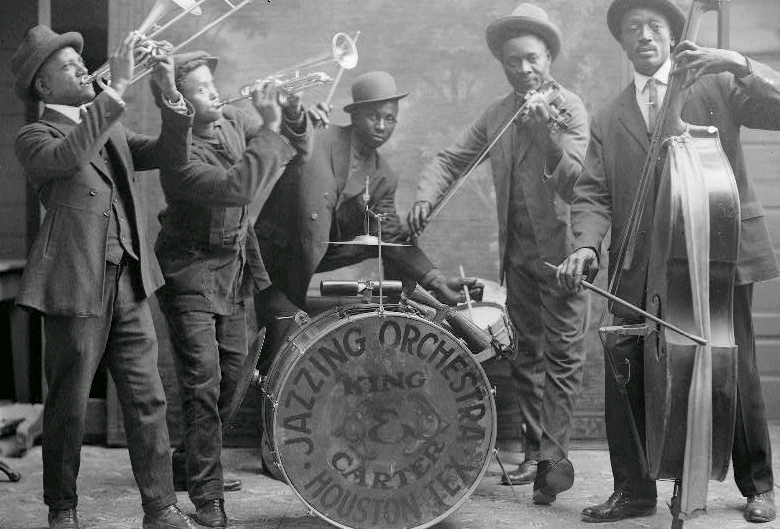
複数のカウベルを含むさまざまな付属品が含まれていた1921年のドラムセット

最初期のジャズドラマーたちは、その幅広い影響に比して、限られた引き出ししか持っていなかった。軍楽のルーディメンツと軍隊式のビートが、基本的に彼らが自由に使えた唯一の技法であった。しかし、演奏される個別の音楽に適応する必要があったので、新しい技法とミュージシャンとしての能力が進化を始めた。用いられる主要な技法にロールがあり、重要なパターンの1つは単純に1つおきのビートをロールにするというものであった。これが最初の「ライドパターン」の1つであり、キューバ音楽でクラーベが果たしていたのと同様の機能を持つビートとなる一連のリズムとなっていった――楽団の他のメンバーにとっての「心のメトロノーム」である。ニューオーリンズの第2世代のジャズドラマーの中で最も有名かつ重要な1人であるベイビー・ドッズは、各コーラスの背後でドラマーが何か違ったものを演奏する重要性を強調した。ドッズのスタイルは、バンク・ジョンソンのような古い世代のジャズミュージシャンの一部からは慌しすぎるとも見做されていた。
一定のリズム的なインプロヴィゼーションの下で、ドッズは基本的な1/3のロールよりほんの僅かだけ洗練されたパターン、しかしながら、今日のものとは逆であるだけで事実上同一のものであるパターンを演奏していた。このリズムは次のようなものである――2つの「スウィングした」8分音符（8分音符の3連符の1番目と3番目の音符）、4分音符、そして最初の3つのビートの繰り返し（右にある「反転したライドパターン」の音声サンプル参照）。これらのパターンを別にすると、この時代のドラマーは全体としてはバンドの中で極めて小さな役割しか与えられていなかった。当時のバンドはアンサンブルに重きを置いており、最初期のジャズにおける他の全ての楽器と同様に、ドラマーは滅多にソロを取らなかった。ソロを取った時にも、その演奏は個人的な表現というよりは、軍隊のミリタリーケイデンスのように聞こえるようなものであった。例えば付点8分音符の連続といった、他のリズム的なアイデアの大半はラグタイムとその後継者から来ていた。

### 1900-1940年代

ソニー・グリアとそのドラムセット。他の付属品に並んでティンパニが含まれている

ドラマーたちとその演奏するリズムは、ラグタイムやその他諸々のダンス曲を演奏するダンスバンドの伴奏として働いており、ジャズは後からやって来る。こうしたバンドでは、スネアドラム担当とバスドラム担当の2人のドラマーがいるのが普通であった。しかし、さまざまな要因（経済的な理由も少なからずあった）から、結局はドラマーの数は1人へと削減され、このために打楽器奏者は複数の楽器を演奏する必要が生じ、そこでドラムセットが生まれた。最初のドラムセットもまた軍楽のドラムから始まったが、後には幅広い音を作り出すため、また新味をアピールするために、さまざまな他の付属的な楽器が追加されてゆく。
最も一般的な追加品としてはウッドブロック、タムタム（大きな、2つのヘッドがある太鼓）、カウベル、シンバルなどであったが、他にもドラマーが追加しようと思い付いたありとあらゆるものが追加された。こうしたセットアップの生む音の特徴は「チャカチャカした」（ricky-ticky）とでも言い表せるであろう――ほとんど響きのない物体をスティックが叩くノイズである。とはいえ、ドッズを含むドラマーたちは、演奏の大半をバスドラムとスネアドラムに集中させていた。1920-30年代には、ジャズの黎明期が終わりつつあり、ジーン・クルーパ、チック・ウェッブ、バディ・リッチといったスウィング・ドラマーたちが、前世代の達人たちが敷いた基礎をもとに実験を始めた。しかしながら、こうしたドラマーたちによる技巧的な名人芸の披露は、もう少し後になると根底となるリズム構造とジャズの美学の決定的な変化によって置き換えられてゆくことになる――ビバップと呼ばれる時代である。

### ビバップ
スウィングの時代にも若干はあったものの、ビバップの時代に最も顕著に、ドラマーの役割はほぼ純粋にテンポをキープするだけのものから相互作用する音楽アンサンブルの一員へと進化を遂げた。以前の荒削りなものから、今日我々が知るスムースな流れるようなリズムへとジョー・ジョーンズが変えた明確に定義されたライドパターンを基礎として、標準化されたドラムセットと共に、ドラマーたちはコンピングのパターンや繊細な演奏を実験できるようになった 。こうした革新者の1人にシド・キャトレットがいた。キャトレットの貢献としては、バスドラムを用いたコンピング、「ビートの先頭で」の演奏（気付かぬほど微妙な加速）単に伴奏するのではなくソロイストと「共に」演奏すること、メロディと繊細な音色を多く含む自分自身のソロを演じること、演奏全体を通じて「ドラムを歌わせる」ことなどがあった。ビバップの影響あるドラマーとしてはケニー・クラークもおり、彼はそれまでバスドラムで演奏されていた4ビートのパルスをライドシンバルへと切り替え、これは将来コンピングを前進させることになる。1950-60年代には今一度、ドラマーたちはその表現の基礎を根底から変化させ始める。エルヴィン・ジョーンズは、『ダウン・ビート』誌とのインタビューで、この移行を「自然なステップ」と言い表した。

### 1950-1960年代

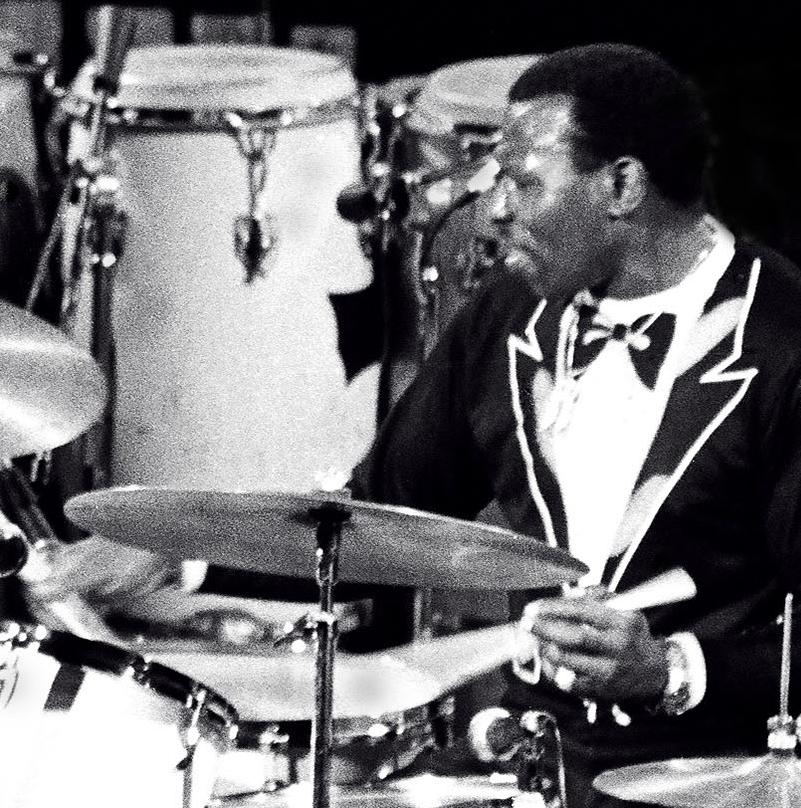
エルヴィン・ジョーンズ

この時期に、ドラマーはジャズグループの中で総じてより影響力のある役割を担うようになり、またドラムをより表現力のある楽器へと解放し、アンサンブルの他の部分とより対等かつ相互作用のあるものへと変えていった。ビバップにおいては、コンピングとテンポの維持はドラマーに要求される2つの全く異ったものであったが、後には、この2つは1つになった。この新たに発見された流動性は、ドラマーの持つインプロヴィゼーションの能力を大きく拡げた。かつては硬直したものであったパターンの変化を受け、この時期のジャズドラムの感覚は「ブロークン・タイム」と呼ばれた。ライドパターンとハイハットの規則的なパルスはほぼ一掃された。
ジョン・コルトレーンとマイルス・デイヴィスのに代表されるように、リズム隊もまた新しい拍子とリズムの可能性を探求していた。テンポの操作、つまり音楽自体を減速させたり加速させたりすることは、以前のドラマーは決して試みなかったことであるが、この時代に急速に発展した。複数のリズムを互いに重ね合わせて（ポリリズム）音楽に異ったテクスチャを作り出すことや、フィーリングを変化させるために不規則な音符の組み合わせを用いることなどは、それまでの世代の堅苦しいドラミングでは決して出来なかったものである。この時期以降の楽曲は、ドラマーの側にも高い参画と創造性を要求するものとなっている。
ジョン・コルトレーン・カルテットのメンバーであったエルヴィン・ジョーンズは、コルトレーンの当時の曲が3つの下位分割に基づいていたこともあり、3拍子のフィーリングに基づく新しいスタイルを発達させた。また、この新しいスタイルにはリズムとハーモニーの双方でより広い余地があったので、一層の実験を簡単に行うことができた。ビバップでは極端に速いテンポやめまぐるしいコード進行といった多くの側面が重荷となっていたが、そうしたものが無くなったのである。

### フリー・ジャズ

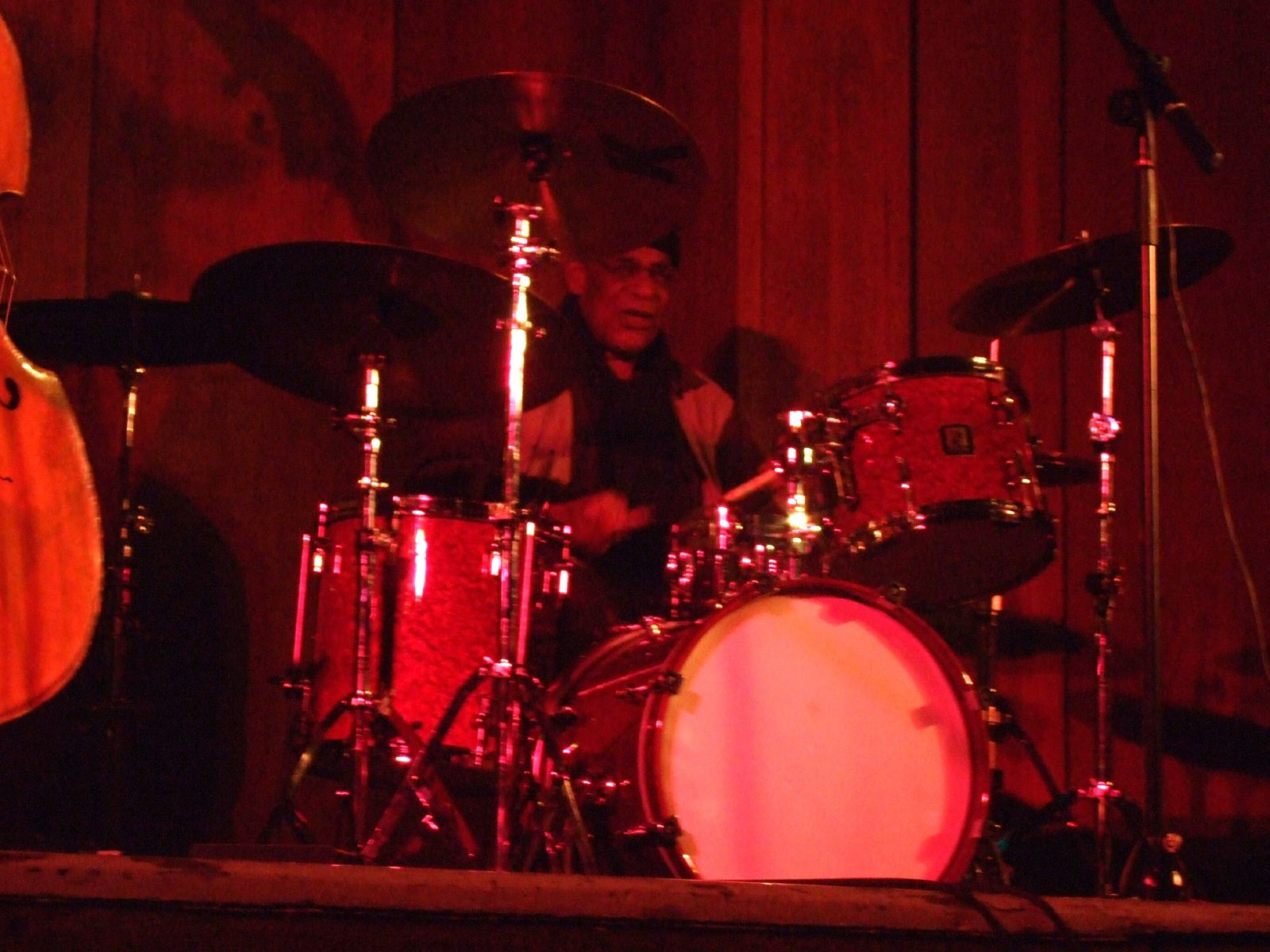
サニー・マレイ

ジャズドラムの歴史を通して、ビートとドラマーの演奏は徐々に流動的で「フリー」なものとなってゆき、前衛ジャズとフリー・ジャズでこの流れはほぼ完遂された。サニー・マレイというドラマーが、ドラミングへのこの新しいアプローチの代表的な創造者である。「ビート」を演奏する代わりに、マレイはパルスの概念を取り巻いてそのインプロヴィゼーションを組み立て、「……楽器に内在する自然な音と、その音に内在する脈動」を演奏した。マレイはまた、彼のこのスタイルの創造がピアニストのセシル・テイラーの曲で用いる新しい種類のドラミングの必要からのものであったとも語っている。